# San Vitale-templom (Róma)

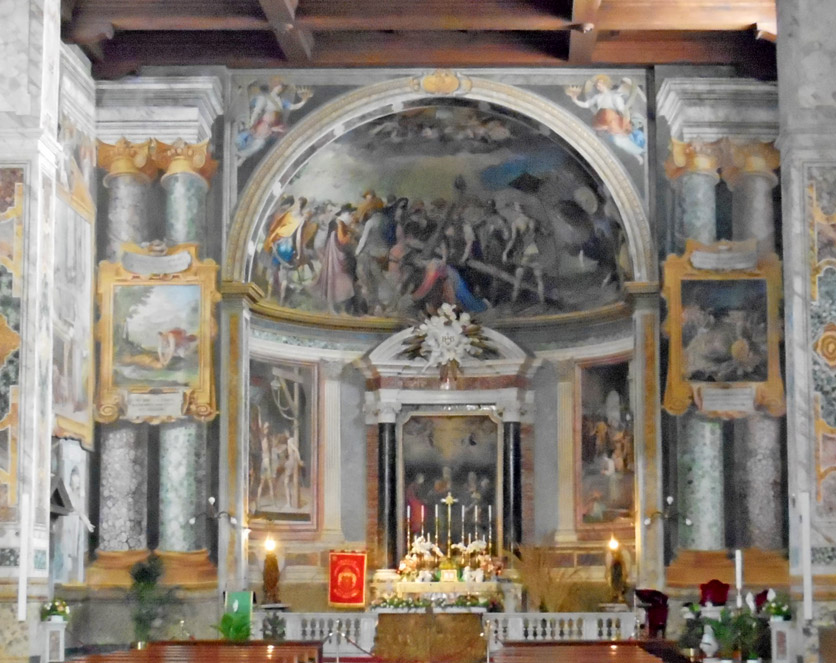
Apszis és oltár

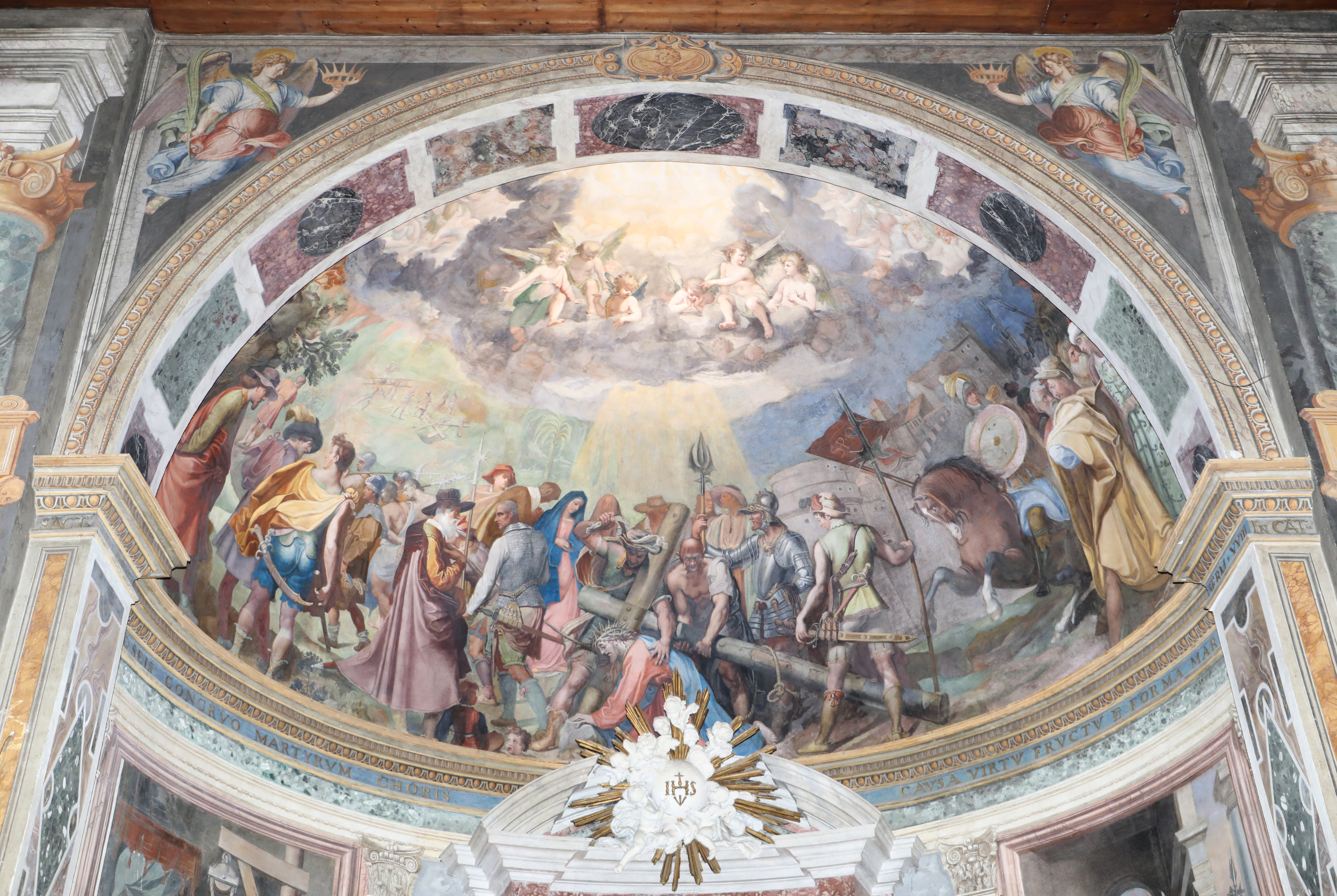
Freskók a falakon

A római San Vitale-templom  (olasz nyelven: Basilica di Santi Vitale e Compagni Martiri in Fovea, latinul: Ss. Vitalis, Valeriae, Gervasii et Protasii) az 5. század elején épült. A San Vitale címtemplom, rangja basilica minor. Ma a Viminalis dombra vezető Via Nazionale főút mentén helyezkedik el, de az út szintjétől mintegy 6 méterrel mélyebben.

## Története
A templomot I. Ince pápa építtette 408 és 412 között egy Vestina nevű özvegy hagyatékából. A dedikáció, amely a milánói Szent Vitális és felesége, Szent Valéria, valamint fiaik, Szent Gervasius és Protasius tiszteletére szenteli a templomot, 412-re van datálva. Szümmakhosz pápa 499-es szinódusának feljegyzéseiben a templom Titulus Vestinae néven szerepel és a dokumentum három presbitert is felsorol. 
A templomot sokszor felújították, ezek közül a legjelentősebb a IV. Szixtusz pápa által megrendelt munka volt, amikor az addig három hajós épületből egyhajós templom lett 1475-ben. További felújítási munkálatokra került sor 1598-ban, 1938-ban és 1958-1960-ban, amikor már nagy figyelmet fordítottak a korai állapotok visszaállítására.

## Az épület
A templom oszlopos előcsarnoka, a portico a legrégebbi épületrészek közé tartozik, valószínűleg 5. századi. A 16. század végén került a felirat IV. Szixtusz pápa címerével. IX. Piusz pápa építtette a bejárathoz ereszkedő lépcsősort 1859-ben.
Az egyhajós belső tér falait freskók díszítik. Az legrégebbi korból származó apszist Andrea Commodi korai barokk stílusú Kálváriája ékesíti.

## Bíborosok
A címtemplom tituláris bíborosai közül ismert Gennaro Cesio neve, akit 494-ben nevezett ki I. Geláz pápa, valamint Fisher Szent János, akit 1535-ben VIII. Henrik angol király végeztetett ki. A 21. század elején a San Vitale Adam Maida egyesült államokbeli bíboros címtemploma.

### A templom bíborosainak listája 1500-tól
- Jaime Serra (1500–1502)
- Giovanni Stefano Ferrero (1502–1505)
- Antonio de Ferreri (1505–1508)
- René de Prie (1509–1511)
- Antonio Maria Ciocchi del Monte (1511–1514); in commendam (1514–1517)
- Francesco Conti (1517–1521)
- Marino Grimani (1528–1532)
- Esteban Gabriel Merino (1533–1534)
- John Fisher (1535)[3]
- Gasparo Contarini (1535–1537)
- Giovanni Maria Ciocchi del Monte (1537–1542)
- Giovanni Girolamo Morone (1542–1549)
- Filiberto Ferrero (1549)
- Giovanni Ricci (1551–1566)
- Luigi Pisani (1566–1568)
- Luigi Cornaro (1568–1569)
- Gaspar Cervantes (1570)
- Pietro Donato Cesi (1570–1584)
- Costanzo da Sarnano (OFMConv) (1587)
- Antonio Maria Sauli (1588–1591)
- üresedés (1591–1596)
- címtemplom szüneteltetése (a templom a jezsuiták birtokába került) 1596
- címtemplom visszaállítása 1880
- Andon Bedros Hassunian (1880–1884)
- Guglielmo Massaia (OFMCap) (1884–1889)
- Albin Dunajewski (1891–1894)
- üresedés (1894–1902)
- Jan Puzyna de Kosielsko (1902–1911)
- Louis-Nazaire Bégin (1914–1925)
- Vicente Casanova y Marzol (1925–1930)
- Karel Kašpar (1935–1941)
- Manuel Arce y Ochotorena (1946–1948)
- Benjamín de Arriba y Castro (1953–1973)
- František Tomášek (1973–1992)
- Adam Joseph Maida (1994 óta)